# Arrondissement de Gotha
L'arrondissement de Gotha est un arrondissement allemand (« Landkreis » en allemand) de Thuringe.
Son chef-lieu est la ville de  Gotha.

## Géographie
L'arrondissement de Gotha est situé dans le centre-ouest du land, limité au nord par l'arrondissement d'Unstrut-Hainich et au nord-est par celui de Sömmerda, à l'est par la ville d'Erfurt, au sud-est par l'arrondissement d'Ilm et au sud-ouest par l'arrondissement de Schmalkalden-Meiningen, enfin à l'ouest par l'arrondissement de Wartburg.
Il est situé pour sa partie nord dans le bassin de Thuringe (altitude moyenne de 200 m). Les collines de Fahner Höhe entre Tonna et Bienstädt, composées de calcaire coquillier, culminent à 413 m sur l'Abtsberg.
Dans le sud, l'arrondissement est adossé à la forêt de Thuringe ainsi qu'aux Monts de Thuringe. Le point culminant est le Großer Inselsberg (de) avec une altitude de 916 m, près de Tabarz. Ces basses montagnes, très enneigées l'hiver et limitées par le Rennsteig, sont très prisées des touristes. On y trouve plusieurs barrages : l'Ohra Talsperre, le Gothaer Talsperre et la Thalsperre Schmalwasser.
L'Hörsel, l'Apfelstädt et l'Ohra prennent leur source dans la forêt de Thuringe tandis que la Nesse s'écoule d'est en ouest en traversant le nord de l'arrondissement.
Le sud-est de l'arrondissement est occupé par une grande réserve militaire (49,35 km2 de superficie), existant depuis 1906 et occupant un haut-plateau (450 m d'altitude) de Muschelkalk.
Le sud de l'arrondissement est très forestier tandis que le nord est réservé aux terres agricoles. L'arrondissement compte 52 117 ha de terres agricoles et 25 218 ha de forêts.

## Histoire

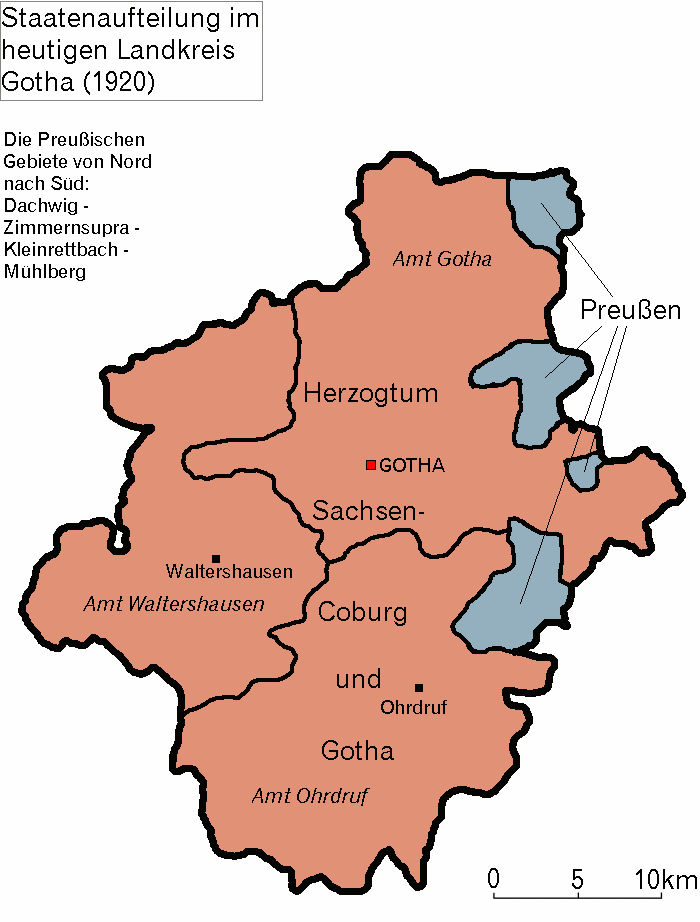
L'arrondissement de Gotha à sa création en 1922.

Depuis le XVIIIe siècle, le duché de Gotha était composé de plusieurs arrondissements. En 1858 étaient créés les arrondissements de Gotha, Ohrdruf et Waltershausen. En 1900, il comptait 159 communes pour une superficie de 1 415,13 km2 et une population de 162 736 habitants.
L'arrondissement a été formé le 1er octobre 1922 à partir de la zone nord du duché de Saxe-Cobourg-Gotha et de petites enclaves prussiennes (Mühlberg, Dachwig, Zimmernsupra, Kleinzettbach). Les communes de Zella-Mehlis et Elgersburg au sud en ont été exclues ainsi que les ex-claves  de Hersleben, Wermingshausen et Volkenroda au nord. Il a été intégré au nouveau land de Thuringe.
Lors des élections législatives de mars 1933, le parti nazi (NSDAP) obtient 54 % des voix (soit nettement plus que les 47 % au niveau du land), le parti communiste (KPD) 24,1 %, le parti conservateur (DNVP) 15,1 % et le parti social-démocrate (SPD) 5,1 %.
En 1952, le land de Thuringe est dissous et remplacé par les trois districts d'Erfurt, de Suhl et de Gera. L'arrondissement de Gotha, qui a alors une superficie de 768 km2 est intégré au district d'Erfurt.
La recréation du land de Thuringe en 1990 entraîne celle d'un arrondissement de Gotha formé par l'ancien arrondissement augmenté de plusieurs communes des arrondissements d'Erfurt-Campagne, Arnstadt et Bad Langensalza.

## Armes
Les armes de l'arrondissement représentent le château baroque de Friedenstein situé à Gotha. La ligne courbe symbolise le canal de Leina construit entre 1366 et 1369 de Schonau à Gotha pour assurer l'approvisionnement en eau de la ville de Gotha. L'étoile est le symbole de l'ancien duché de Saxe-Gotha-Altenbourg.

## Démographie
| 1925    | 1933    | 1939    | 1955    | 1960    | 1975    | 1990    | 1995    | 2000    |
| ------- | ------- | ------- | ------- | ------- | ------- | ------- | ------- | ------- |
| 104 178 | 106 262 | 111 101 | 161 700 | 154 328 | 149 312 | 138 700 | 148 373 | 148 527 |

| 2005    | 2010    | - | - | - | - | - | - | - |
| ------- | ------- | - | - | - | - | - | - | - |
| 143 754 | 138 056 | - | - | - | - | - | - | - |

## Politique
Le commissaire de l'arrondissement est M. Konrad Gießmann, élu en 2009.
Le landrat compte 51 sièges de conseillers répartis comme suit aux élections de 2009.
| Parti                  | Nombre de conseillers | Pourcentage de voix | Variation 2004-2009 |
| ---------------------- | --------------------- | ------------------- | ------------------- |
| CDU                    | 17                    | 33,9 %              | moins 9,9 %         |
| SPD                    | 15                    | 30,4 %              | plus 13,6 %         |
| Die Linke              | 7                     | 14,4 %              | moins 7,5 %         |
| Freie Wahler           | 3                     | 5,3 %               | plus 5,3 %          |
| Bürgerinitiative Gotha | 2                     | 5,2 %               | moins 4,2 %         |
| Alliance 90/Les Verts  | 2                     | 3,3 %               | moins 0,1 %         |
| NPD                    | 2                     | 3,4 %               | plus 3,4 %          |
| FDP                    | 2                     | 4,2 %               | moins 0,4 %         |

## Villes, communes & communautés d'administration
(nombre d'habitants en 2010)

Villes et communes de l'arrondissement de Gotha.

| Villes ² Ville remplissant des fonctions administratives pour quatre autres communes 1. Friedrichroda (7 410) 2. Gotha, Grande ville d'arrondissement (45 593) 3. Tambach-Dietharz (4 126) 4. Ohrdruf ² (5 745) 5. Waltershausen (10 668) |  | Communes ³ Communes dépendant de la ville d'Ohrdruf pour certaines fonctions administratives 1. Drei Gleichen (5 282) 2. Emsetal (2 890) 3. Günthersleben-Wechmar, (3 033), dont dépend la commune de: 1. Schwabhausen (721) 4. Hörsel (4 908) 5. Leinatal (3 761) 6. Nesse-Apfelstädt (6 128) 7. Tabarz/Thüringer Wald (4 031) 8. Crawinkel ³ (1 563) 9. Gräfenhain ³ (1 391) 10. Luisenthal ³ (1 304) 11. Wölfis ³ (1 521) |

Communautés d'administration

* Siège de la communauté d'administration

| 1. Apfelstädtaue (5 184) 1. Emleben (819) 2. Georgenthal * (2 573) 3. Herrenhof (837) 4. Hohenkirchen (740) 5. Petriroda (343) 2. Fahner Höhe (7 260) 1. Dachwig (1 584) 2. Döllstädt (1 167) 3. Gierstädt (867) 4. Großfahner (879) 5. Tonna * (2 797) | 3. Mittleres Nessetal (9 594) 1. Ballstädt (720) 2. Brüheim (524) 3. Bufleben (1 058) 4. Friedrichswerth (572) 5. Goldbach * (1 746) 6. Haina (510) 7. Hochheim (488) 8. Remstädt (973) 9. Sonneborn (1 250) 10. Wangenheim (709) 11. Warza (745) 12. Westhausen (565) | 4. Nesseaue (5 943) 1. Bienstädt (743) 2. Eschenbergen (759) 3. Friemar * (1 096) 4. Molschleben (1 112) 5. Nottleben (446) 6. Pferdingsleben (405) 7. Tröchtelborn (347) 8. Tüttleben (754) 9. Zimmernsupra (390) |